# Akzeptverbot
Das Akzeptverbot ist im Scheckrecht das Verbot, dass ein bezogenes Kreditinstitut gegenüber dem Schecknehmer scheckrechtlich nicht zur Zahlung aus einem Scheck verpflichtet sein darf.

## Allgemeines
Im Gegensatz zum Wechsel (Art. 28 Abs. 1 WG) ist ein Scheck kein Kredit-, sondern reines Zahlungsmittel. Er ersetzt als Leistung erfüllungshalber zwar sowohl die Barzahlung als auch die Banküberweisung. Durch das Akzeptverbot soll verhindert werden, dass Schecks eine banknotenähnliche Wirkung erhalten.

## Rechtsfragen
In Deutschland ist das Akzeptverbot in Art. 4 Scheckgesetz normiert, in der Schweiz in Art. 1104 OR. Aus dem Scheck gibt es also keinen wertpapierrechtlichen Anspruch gegen die bezogene Bank. Diese kann jedoch gegenüber dem Schecknehmer eine selbständige schuldrechtliche Scheckeinlösungsgarantie übernehmen.

## Auswirkungen
Die gesetzliche Normierung eines Akzeptverbots hat stets zur Folge, dass gewöhnliche Schecks zu einem relativ unsicheren Zahlungsmittel werden. Wer einen Scheck erfüllungshalber annimmt, trägt immer das Risiko, dass die bezogene Bank ihn nicht bezahlt (der Scheck „platzt“). Um dieses Risiko abzumildern, hat der Gesetzgeber Möglichkeiten geschaffen, Forderungen aus unbezahlten Schecks relativ einfach und schnell gerichtlich durchzusetzen (Scheckmahnverfahren und Scheckprozess).
Die Erfahrung zeigt jedoch, dass auch in Ländern, die kein Akzeptverbot kennen (beispielsweise in den USA), die Risiken eines nicht bestätigten Schecks relativ bereitwillig in Kauf genommen werden. So darf zwar jede US-amerikanische Bank auf sie gezogene Schecks akzeptieren (englisch certified checks), ausdrücklich verlangt wird die Bezahlung mit solchen Schecks jedoch nur in Ausnahmefällen. In der Regel genügt auch ein normaler Scheck ohne Garantie.
Insofern ist die Situation in Deutschland, wo nach Abschaffung der garantierten eurocheques die Bedeutung des Schecks als Zahlungsmittel erheblich gesunken ist, im internationalen Vergleich eher ein Einzelfall. Hinzu kommt das Paradoxon, dass der Handel in der Folge vielfach auf noch deutlich unsicherer gedeckte Zahlungsmittel (wie beispielsweise das elektronische Lastschriftverfahren) umgestiegen ist.

## Rechtsfolgen
Art. 4 ScheckG regelt eindeutig, dass ein verbotswidrig auf dem Scheck angebrachtes Akzept als „nicht geschrieben“ gilt. Eine daraus möglicherweise entstehende schuldrechtliche Verpflichtung wäre jedenfalls nach § 134 BGB (Verstoß gegen ein gesetzliches Verbot) nichtig. Aus diesem Grunde kann ein Schecknehmer nicht die bezogene Bank auf Zahlung in Anspruch nehmen, er hat sich an den Aussteller des Schecks zu halten.

## Ausnahmen

### Deutsche Bundesbank
Die Deutsche Bundesbank ist als einziges deutsches Kreditinstitut vom Akzeptverbot ausgenommen und darf somit auf sie gezogene Schecks bestätigen (sogenannter Bestätigter Bundesbank-Scheck, § 23 BBankG). Er wird umgangssprachlich als „Bundesbankscheck“ oder teilweise auch noch als (bestätigter) „LZB-Scheck“ (die heutigen regionalen Zweigstellen der Bundesbank waren früher eigenständige Landeszentralbanken) bezeichnet. Die Bundesbank darf derartige Schecks nur bei vorliegender Kontodeckung bestätigen.
Bundesbankschecks werden üblicherweise z. B. als Bietsicherheit bei gerichtlichen Zwangsversteigerungen benötigt. Auch im privaten Bereich gibt es einige Anwendungsfälle (beispielsweise beim privaten Kauf eines Gebrauchtwagens, wo Barzahlung aufgrund der oftmals hohen Beträge unpraktisch und alle anderen Zahlungsarten für den Verkäufer zu unsicher wären).
Da ein Bürger gewöhnlich kein Konto bei der Bundesbank führen darf, erfolgt die Beschaffung solcher Schecks über seine jeweilige Hausbank, was in der Regel kostenpflichtig ist. Diese zieht einen Scheck auf ihr eigenes Bundesbankkonto, lässt ihn bestätigen und händigt ihn dem Kunden aus. Zuvor wird der entsprechende Betrag dem Konto des Kunden belastet oder zumindest gesperrt, um die Zahlung sicherzustellen.

### Reisescheck
Bei einem sogenannten Reisescheck gibt es zwar eine Zahlungsgarantie, dabei handelt es sich jedoch nicht um ein verbotswidriges Akzept. Reiseschecks werden zwar umgangssprachlich als Schecks bezeichnet, sind es rechtlich gesehen jedoch nicht. Es handelt sich vielmehr um in einer Urkunde verbriefte abstrakte Schuldversprechen, die die ausstellende Organisation selber abgibt, nachdem der Scheckbetrag zuvor dort eingezahlt wurde.
Da die Zahlungsgarantie nur gilt, wenn der Inhaber den Scheck im Moment der Zahlung ein zweites Mal unterschreibt, besteht nicht die Gefahr der Nutzung als Ersatzgeld. Sobald der Scheck zum zweiten Mal unterschrieben wurde, kann er zwar theoretisch immer noch an andere Personen weitergegeben werden, die Zahlungsgarantie erlischt dann jedoch (was in der Praxis freilich oft nur schwer nachvollziehbar ist).

### Eurocheque
Die auf 400 D-Mark begrenzte Zahlungsgarantie beim eurocheque verstieß nicht gegen das Akzeptverbot, weil sie nicht unmittelbar durch einen entsprechenden Vermerk auf dem Scheck abgegeben wurde. Um die Garantie auszulösen, musste der Scheckaussteller zusätzlich die sogenannte eurocheque-Karte vorlegen, deren Nummer auf der Rückseite des Schecks vermerkt wurde. Somit konnten diese Schecks zwar jeweils für eine einzelne Transaktion als Bargeldersatz verwendet werden, jedoch nicht unbeschränkt als Ersatzgeld im Wirtschaftskreislauf zirkulieren. Mit Einführung des Euro zum 1. Januar 2002 wurde die Eurocheque-Garantie eingestellt.